# Clint Lowery

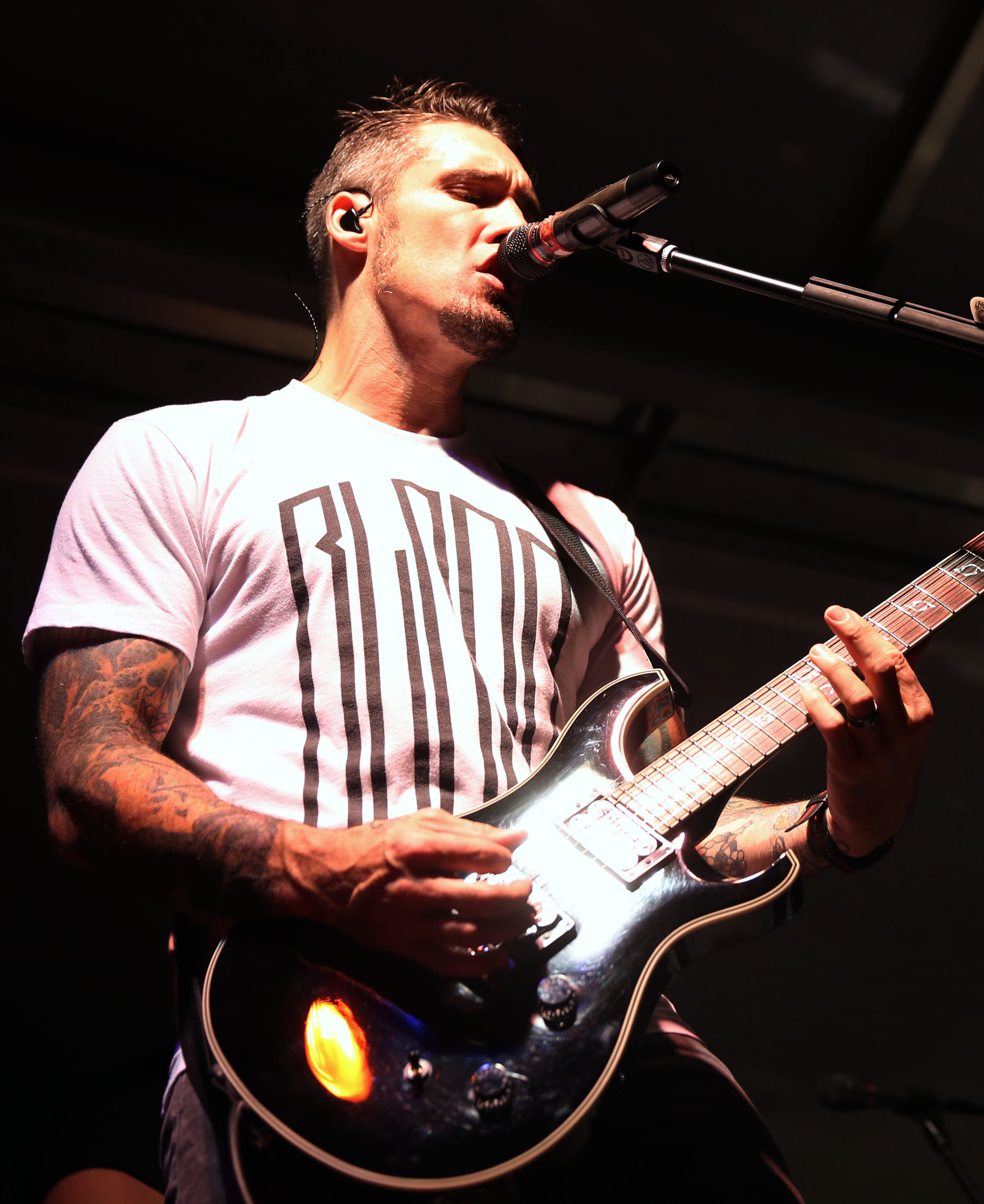
Clint Lowery (2014)

Clint Edward Lowery (* 15. Dezember 1971 in Jacksonville) ist Leadgitarrist der Metal-Gruppe Sevendust.

## Werdegang
Lowery startete seine musikalische Karriere in der Band Still Rain, mit der er zwei Alben veröffentlichte. 1994 schloss er sich der Band Sevendust an, die seit 1997 zwölf Studioalben veröffentlichten. Die ersten drei davon erhielten in den Vereinigten Staaten jeweils eine Goldene Schallplatte. Im Jahre 2016 wurden Sevendust bei den Grammy Awards in der Kategorie Best Metal Performance nominiert, der Preis ging jedoch an die Band Ghost. Im Jahre 2004 verließ Lowery die Band, kehrte allerdings vier Jahre später wieder zurück.
In der Zwischenzeit spielte Clint Lowery in der Band Dark New Day, in der er zusammen mit seinem Bruder Corey aktiv war. Dark New Day veröffentlichten bis 2013 drei Studioalben. Seitdem ist die Band inaktiv. Im Jahre 2007 war Lowery für acht Monate Live-Gitarrist der Band Korn. Zusammen mit seinem Sevendust-Kollegen Morgan Rose veröffentlichte Lowery 2012 ein Album unter dem Namen Call Me No One. Im Jahre 2008 begann er eine Solokarriere und veröffentlichte unter dem Namen Hello Demons Meet Skeletons diverse EPs. Am 31. Januar 2020 veröffentlicht Clint Lowery sein erstes Soloalbum unter eigenem Namen. Während Lowery neben der Gitarre den Gesang übernahm, spielte Wolfgang Van Halen Bass und Schlagzeug ein.

## Diskografie
| mit Sevendust mit Call Me No One - 2012: New Parade mit Dark New Day - 2005: Twelve Year Silence - 2012: New Tradition - 2013: Hail Mary mit Still Rain - 1994: Still Rain - 1995: Bitter Black Water | als Clint Lowery's Hello Demons Meet Skeletons - 2008: Chills (EP) - 2011: Words That Sing Well - 2013: Uncomfortable Silence + Choices als Clint Lowery - 2020: God Bless the Renegades - 2020: Grief & Distance (EP) - 2024: Don’t Say It |

## Privates
Clint Lowery hat zwei Brüder. Er ist verheiratet und hat zwei Kinder.